# 다카자와 히데아키
다카자와 히데아키(일본어: 高沢 秀昭, 1958년 9월 10일 ~ )는 일본의 전 프로 야구 선수이자 야구 지도자이다. 홋카이도 사루군 몬베쓰정(현: 히다카정) 출신이며 현역 시절 포지션은 내야수, 외야수였다.

## 인물

### 프로 입단 전
구라토미 초등학교와 몬베쓰 중학교를 거쳐 홋카이도 도마코마이 공업고등학교에 입학했다. 고등학교에서는 2학년 가을, 3학년 봄과 여름의 홋카이도 대회에서 모두 4강에 진출했지만 전국 대회 출전은 이루지 못했다. 고교 졸업 후 사회인 야구팀인 오지 제지 도마코마이에 입단, 당시 프로 구단 스카우트였던 미야케 다쿠조로부터 재능이 뛰어났다는 평가를 받아 1979년 프로 야구 드래프트 2순위로 롯데 오리온스에 입단했다.

### 롯데 오리온스 시절

#### 입단 초기 ~ 1987년
프로 3년차까지는 유격수였지만 부진 때문에 외야수로 전향했고 1983년 7월 21일에 2번·중견수로서 선발로 기용돼 나머지 시즌은 모든 경기에 외야수로서 선발 출전했다. 1984년에는 시즌 개막 이후부터 59경기 중 12경기에서 무안타였지만 순조로운 타격을 이어갔다. 5월 30일에는 퍼시픽 리그에선 처음으로 한 경기에 4개의 2루타를 기록했다. 그러나 8월 11일 마루야마 구장에서 열린 세이부 라이온스전에서 스티브 온티베로스의 타구를 잡을 때 외야 펜스(콘크리트제) 모서리 부분에 충돌하여 오른쪽 슬개골이 골절되는 큰 부상을 입어 2개월 반에 걸쳐 병원에 입원했다. 이 경기가 1984년 시즌에 있어서의 마지막 출전이 됐지만 정규 시즌에서는 3할 1푼 7리의 높은 타율을 남겨 생애 처음으로 베스트 나인과 골든 글러브상을 동시에 수상했다(모두 외야수 부문).
1986년 9월 29일 한큐 브레이브스전에서 경기 도중 사토 요시노리로부터 몸에 맞는 볼에 맞아 왼손 척골이 골절되는 큰 부상을 입어 전치 1개월의 진단을 받았고 이듬해 1987년 시범 경기에서 3루로 슬라이딩 했을 때 왼쪽 약손가락 부분의 인대가 늘어나는 부상을 당하다가 개막할 때까지 복귀하였다. 시즌 첫 1번 타자로 기용된 5월 17일의 닛폰햄 파이터스전에서 4안타 2홈런 4타점의 맹활약을 보였고 그 해에 열린 올스타전 1차전에서는 고마쓰 다쓰오로부터 3점 홈런을 포함한 4타점을 들어 올스타전 MVP에 선정됐다. 1987년 시즌 후반에는 4번 타자로도 활약해 팀내 최고 성적에 해당되는 2할 9푼 2리의 타율을 기록했고 3년 만에 골든 글러브상을 수상했다.

#### 1988년
이듬해 4월에는 타율이 2할대 전반을 밑돌 정도로 침체됐지만 5월 5일에 맹타상을 기록하여 3할 대를 넘는 타율을 기록했고 그 이후에는 순조로운 타격을 이어갔다. 올스타전 3차전에서는 1회에 선두 타자로 나서 역대 4번째 기록인 선두 타자로서의 홈런을 때려내 우수 선수상을 수상했다. 9월 1일 난카이 호크스전에서는 부진을 겪고 있던 빌 매드록을 대신해 4번 타자를 맡았다.
또, 시즌 종반에는 마쓰나가 히로미와 수위 타자 자리를 놓고 치열한 경쟁을 벌였는데 10월 19일 긴테쓰 버펄로스와의 더블헤더(일명 10.19)를 앞둔 시점에서 6경기를 남겨 놓고 타율이 0.3277이 됐다. 한편 마쓰나가는 롯데와의 3경기를 남겨둔 시점의 타율이 0.3234로, 이날 더블헤더에서는 7타수 무안타 이하로 나올 경우 마쓰나가에게 역전당할 판이었는데 아리토 미치요 감독은 “앞으로 4경기가 남았지만 우리는 이 날 중으로 끝낼 생각이니 너의 힘으로 수위 타자를 따내라”는 말을 듣고 선발로서 출전했다. 1차전에서는 3타수 무안타로 타율이 0.3257까지 떨어졌고 네 번째 타석에서는 대타를 내보냈다. 2차전에서는 두 번째 타석에서 안타를 때려 수위 타자 타이틀을 사실상 확정지었으며 더 나아가 8회말 네 번째 타석에서 긴테쓰의 우승을 무산시키는 동점 홈런을 아와노 히데유키한테서 때려냈다. 이로써 타율을 0.3271이 됐고 10회말 다섯 번째 타석에서는 대타를 내보냈다.
이후 다카자와는 타석에 서지 않은 반면 마쓰나가는 10월 22일과 23일 롯데와의 3연전에 출전하여 1차전 첫 번째와 두 번째 타석에서 안타를 날려 타율을 0.3263까지 끌어 올렸다. 그러자 롯데 투수진은 이 경기의 세 번째 타석 이후 10타석 연속 고의 사구를 포함한 일본 신기록인 11타석 연속 볼넷으로 승부를 피했다. 그 결과 첫 수위 타자 타이틀을 획득했고 동시에 최다 안타도 기록했다. 11월에 열린 미일 야구에서는 1번 타자로서 선발 출전한 2차전에서 9회에 더그 존스로부터 동점 적시타를 때려내 팀을 무승부로 이끌었다. 시즌 종료 후 1,500만 엔이 상승한 연봉 4,500만 엔+타이틀값 300만 엔(추정)으로 계약을 갱신했다.

#### 1989년
스프링 캠프를 앞두고 오른쪽 장딴지, 캠프 중반에 오른쪽 어깨, 개막 직전에는 오른쪽 허벅지에 통증을 느끼는 등 부상이 잇따랐다. 게다가 7월 23일 긴테쓰전에서 베이스로 귀루하다가 오른쪽 다리 뒤쪽에 통증이 나타나 8월 3일부터는 선발에서 제외됐고 9월 중순에 복귀하고 나서부터는 지명타자로 출전했다. 이 부상은 삔 것이라는 진단을 받았지만 시즌 종료 후에 수술을 받아보니 박리골절이었음이 판명됐다. 입원 중이던 11월 13일에 다카하시 요시히코, 시라타케 요시히사, 스기모토 마사시와의 맞트레이드로 미즈카미 요시오와 함께 히로시마 도요 카프에 이적하게 됐다고 히로시마측이 발표했다. 다카자와와 미즈카미한테는 연락이 닿기 전이었기에 롯데측에서 딱딱한 태도로 나왔으나 이후의 조정으로 트레이드가 성립됐다.

### 히로시마 도요 카프 시절
히로시마 감독인 야마모토 고지에게서는 클린업으로 기대를 모았고 1990년에는 개막 이후부터 3번·중견수로서 기용됐다. 그러나 부상의 영향 등으로 인해 성적이 부진해 나가시마 기요유키와 병용되기에 이르는 등 91경기에 출전하여 타율이 2할 5푼 4리라는 저조한 성적을 남겼고 시즌 종료 후에는 250만 엔이 삭감된 연봉 4,250만 엔(추정)으로 계약을 갱신했다.
이듬해 1991년에는 고등학교 졸업 2년 째이던 마에다 도모노리가 급성장하면서 외야수 주전 자리를 꿰찬 것도 작용해 대수비나 대타로 경기에 나섰다. 이 때문에 데이브 헹겔의 부진으로 외야수를 필요로 하고 있던 롯데에 거의 반전력외의 현금 트레이드라는 형태로 복귀했다. 사장 대행으로 취임한 시게미쓰 아키오와 가네다 마사이치 감독이 다카자와의 재영입을 희망했다고 한다.

### 롯데로 복귀
롯데에서도 고질적인 부상으로 인해 본래의 플레이를 되찾을 수 없었으며 홈구장을 지바 마린 스타디움으로 이전한 1992년 10월 16일에 다음 시즌의 코치로 맡아달라는 요청이 있어 이것을 수락하여 13년 간의 현역 생활을 은퇴했다.

### 그 후
이듬해 1993년에는 2군 타격 코치, 1994년부터는 1군 외야 수비 겸 타격 코치를 맡았고 1997년에는 1군에서의 타격 부진에 대한 책임을 물어 히로노 이사오와 바뀌는 형태로 6월에 2군 타격 코치로 보직이 이동됐다. 그 후 다시 1군 타격 코치를 맡았지만 2001년 5월에 역시 1군에서의 타격 부진 때문에 하타 신지와 바뀌는 형태로 야마시타 노리히토와 함께 2군 타격 코치를 맡았다. 그 후 2군 타격 코치 겸 외야 수비 주루 코치로 활동하여 2009년 시즌 종료 후 퇴단했다.
또, 1995년에는 도마코마이시로부터 스포츠 마스터로 발탁돼 어린이나 청소년들에게 야구 지도를 하는 등 봉사 활동을 하였고 2004년 11월 28일, 일본 프로 야구 70주년 기념 OB올스타전에서 10.19를 기념한 특별 행사로 아와노 히데유키와 맞대결해 중견수 앞에 떨어진 안타를 때려냈다.
2010년부터는 지바 롯데 마린스의 소년 야구 교실 ‘마린스 아카데미’에서 코치를 맡고 있다.

## 플레이 스타일
- 초구부터 적극적으로 치러가는 결단력이 있었으며, 히로노 이사오로부터는 손이 빨리 나오고 몸의 축이 어긋나지 않는다는 점을 평가받았다.[4] 노리고 있던 공이나 투수의 데이터 등과 관계없이 항상 스트레이트하게 타이밍을 맞춰서 투수와 2루수의 사이로 강한 타구를 보내는 것을 이미지화 하고 있었다고 한다.[33] 또, 허리의 회전으로 시동을 걸어 팔을 밖으로 내민다는 당시의 통설을 납득할 수 없어 손이 먼저 움직여서 왼쪽 다리가 착지하면서 허리가 회전한다고 인식하고 있었다.[33] 몸쪽으로 파고드는 공에 대해 몸이 열리지 않아 타이밍이 조금 늦어도 땅볼이 되지 않고 내야수의 머리를 넘기는 일이 많은 반면 1984년에는 개막 이후부터 30경기 정도 1경기 평균 1개의 페이스로 방망이를 부러뜨렸다.[4]
- 1984년부터 1988년에 걸쳐서는 4년 연속 두 자릿수 도루를 달성한 것과 같이 준족이기도 하다.
- 빠른 발, 강한 어깨로 우익수 정위치에서의 외야 플라이라면 상대방에게 태그업을 허용하지 않았다고 한다.[11] 또 1, 2루 사이를 빠져나가는 타구를 몸으로 막아내 빠르고 정확한 송구로 3루에서 주자를 잡는 플레이를 능숙하게 하였는데 ‘돌관 승려’라는 별명도 있었다.[3] 타구를 보고 움직이는 것은 늦는다고 생각해 타자의 스윙 특징을 보고 타구 방향을 예측하여 양발에 걸치는 체중의 밸런스를 바꾸었다고 한다.[3] 타구 판단 능력을 갈고 닦기 위해서는 타격 연습에서 살아있는 타구를 잡는 연습이 중요하다고 말했다.[34]

## 에피소드
- 현역 시절 지명도는 그리 높진 않았지만 트리플 쓰리를 노릴 수 있는 실력을 가지고 있어 퍼시픽 리그를 대표하는 야수라는 평가를 받았다.[11] 타격 코치였던 다카바타케 미치히로에게서는 ‘1,000만 엔 플레이어가 될 수 있는 재능이 있다’며 무슨 일이 있을 때마다 암시를 걸었다고 한다.[35]
- 위성방송에서 메이저 리그 경기를 보는 것이 취미였다.[11] 또 프로에 입단한 후 원정에서 빈 시간이 생길 때의 취미 생활로 하모니카를 시작해[36] 전일본 하모니카 연맹으로부터 ‘일본 하모니카상’을 수상하였다.[37]
- 롯데 응원단의 응원가는 오치아이 히로미쓰로부터 물러받은 ‘날려버려 다카자와 오른쪽으로 왼쪽으로 홈런’(롯데의 꿈은 관객 동원 100만명)이었지만 1989년에 하쓰시바 기요시가 입단, 이듬해에 자신이 히로시마에 이적하면서(오치아이와 같은 도시바 후추 출신답게) 이 응원가는 하쓰시바에게 넘겨줬다. 1991년 롯데에 복귀했을 때에는 다른 응원가[38]가 됐다.
- 롯데에 복귀했을 때의 당시 비어있던 등번호는 ‘7’번이었지만 정작 본인은 “한 자릿수 등번호가 어울리지 않는다”라고 말하는 등 2년째의 미나미부치 도키타카와 맞교환하여 트레이드 전인 ‘31’번으로 되돌렸다.

## 상세 정보

### 출신 학교
- 홋카이도 도마코마이 공업고등학교

### 선수 경력
사회인 시대
- 오지 제지 도마코마이

프로팀 경력
- 롯데 오리온스·지바 롯데 마린스(1980년 ~ 1989년, 1991년 ~ 1992년)
- 히로시마 도요 카프(1990년 ~ 1991년)

### 지도자 경력
- 지바 롯데 마린스 1군과 2군에서 타격·외야 수비 주루 코치 등을 역임(1993년 ~ 2009년)

### 수상·타이틀 경력

#### 타이틀
- 수위 타자 : 1회(1988년)
- 최다 안타(당시는 타이틀이 아님) : 1회(1988년) ※1994년부터 타이틀로 제정됨

#### 수상
- 베스트 나인 : 2회(1984년, 1988년)
- 골든 글러브상 : 3회(1984년, 1987년, 1988년)
- 올스타전 MVP : 1회(1987년 1차전)

### 개인 기록

#### 첫 기록
- 첫 출장 : 1980년 11월 5일, 대 긴테쓰 버펄로스 전기 13차전(가와사키 구장), 9회초에 유격수로 출장
- 첫 선발 출장 : 1982년 5월 30일, 대 한큐 브레이브스 전기 12차전(가와사키 구장), 2번·좌익수로서 선발 출장
- 첫 안타 : 상동, 1회말에 야마오키 유키히코로부터
- 첫 타점 : 1982년 6월 2일, 대 난카이 호크스 전기 9차전(미야기 구장), 7회말에 야마우치 가즈히로로부터 결승 적시타
- 첫 홈런 : 1982년 6월 5일, 대 긴테쓰 버펄로스 전기 10차전(닛폰 생명 구장), 6회초에 구보 야스오로부터 2점 홈런
- 첫 도루 : 1982년 6월 19일, 대 긴테쓰 버펄로스 전기 13차전(가와사키 구장), 1회말에 2루 안착(투수 : 다치바나 겐지, 포수 : 나시다 마사타카)

#### 기록 달성 경력
- 통산 1000경기 출장 : 1992년 9월 19일, 대 긴테쓰 버펄로스 25차전(지바 마린 스타디움), 7번·좌익수로서 선발 출장 ※역대 307번째

#### 기타
- 올스타전 출장 : 4회(1984년, 1986년 ~ 1988년)

### 등번호
- 31(1980년 ~ 1989년, 1991년 시즌 도중 ~ 1992년)
- 10(1990년 ~ 1991년 시즌 도중)
- 7(1991년 시즌 도중)
- 74(1993년)
- 85(1994년)
- 75(1995년 ~ 2009년)

### 연도별 타격 성적
| 연 도       | 소 속          | 경 기 | 타 석 | 타 수 | 득 점 | 안 타 | 2 루 타 | 3 루 타 | 홈 런 | 루 타 | 타 점 | 도 루 | 도 루 자 | 희 생 번 | 희 생 플 | 볼 넷 | 고 4 | 사 구 | 삼 진 | 병 살 타 | 타 율 | 출 루 율 | 장 타 율 | O P S |
| ----------- | -------------- | ----- | ----- | ----- | ----- | ----- | ------- | ------- | ----- | ----- | ----- | ----- | -------- | -------- | -------- | ----- | ---- | ----- | ----- | -------- | ----- | -------- | -------- | ----- |
| 1980년      | 롯데           | 1     | 0     | 0     | 0     | 0     | 0       | 0       | 0     | 0     | 0     | 0     | 0        | 0        | 0        | 0     | 0    | 0     | 0     | 0        | ----  | ----     | ----     | ----  |
| 1981년      | 롯데           | 10    | 3     | 3     | 1     | 0     | 0       | 0       | 0     | 0     | 0     | 0     | 0        | 0        | 0        | 0     | 0    | 0     | 1     | 0        | .000  | .000     | .000     | .000  |
| 1982년      | 롯데           | 38    | 89    | 77    | 15    | 18    | 1       | 1       | 1     | 24    | 9     | 4     | 1        | 6        | 0        | 2     | 0    | 4     | 14    | 0        | .234  | .289     | .312     | .601  |
| 1983년      | 롯데           | 62    | 260   | 234   | 37    | 71    | 11      | 3       | 6     | 106   | 27    | 7     | 3        | 10       | 0        | 15    | 0    | 1     | 32    | 2        | .303  | .348     | .453     | .801  |
| 1984년      | 롯데           | 97    | 432   | 385   | 70    | 122   | 26      | 5       | 11    | 191   | 47    | 11    | 7        | 27       | 2        | 9     | 1    | 9     | 29    | 6        | .317  | .347     | .496     | .843  |
| 1985년      | 롯데           | 120   | 466   | 418   | 75    | 114   | 18      | 2       | 12    | 172   | 56    | 12    | 3        | 11       | 3        | 26    | 0    | 8     | 48    | 5        | .273  | .325     | .411     | .737  |
| 1986년      | 롯데           | 106   | 415   | 355   | 48    | 97    | 16      | 2       | 15    | 162   | 48    | 14    | 3        | 30       | 3        | 20    | 1    | 7     | 54    | 6        | .273  | .322     | .456     | .778  |
| 1987년      | 롯데           | 128   | 514   | 455   | 64    | 133   | 20      | 2       | 11    | 190   | 50    | 27    | 11       | 13       | 3        | 33    | 4    | 10    | 54    | 10       | .292  | .351     | .418     | .769  |
| 1988년      | 롯데           | 125   | 533   | 483   | 67    | 158   | 28      | 1       | 14    | 230   | 64    | 13    | 3        | 7        | 2        | 33    | 2    | 8     | 41    | 7        | .327  | .378     | .476     | .855  |
| 1989년      | 롯데           | 105   | 429   | 368   | 61    | 102   | 22      | 1       | 12    | 162   | 56    | 7     | 1        | 4        | 3        | 43    | 6    | 11    | 38    | 6        | .277  | .367     | .440     | .807  |
| 1990년      | 히로시마       | 91    | 281   | 240   | 28    | 61    | 13      | 2       | 6     | 96    | 24    | 5     | 0        | 8        | 1        | 23    | 3    | 9     | 35    | 5        | .254  | .341     | .400     | .741  |
| 1991년      | 히로시마       | 20    | 36    | 32    | 5     | 8     | 1       | 1       | 0     | 11    | 2     | 0     | 0        | 0        | 0        | 4     | 1    | 0     | 8     | 0        | .250  | .333     | .344     | .677  |
| 1991년      | 롯데 지바 롯데 | 35    | 111   | 100   | 16    | 25    | 3       | 0       | 4     | 40    | 9     | 1     | 0        | 2        | 0        | 6     | 0    | 3     | 18    | 1        | .250  | .312     | .400     | .712  |
| '91 소계    | 롯데 지바 롯데 | 55    | 147   | 132   | 21    | 33    | 4       | 1       | 4     | 51    | 11    | 1     | 0        | 2        | 0        | 10    | 1    | 3     | 26    | 1        | .250  | .317     | .386     | .704  |
| 1992년      | 롯데 지바 롯데 | 67    | 145   | 128   | 16    | 23    | 3       | 0       | 3     | 35    | 7     | 6     | 0        | 4        | 0        | 11    | 1    | 2     | 19    | 4        | .180  | .255     | .273     | .529  |
| 통산 : 13년 | 통산 : 13년    | 1005  | 3714  | 3278  | 503   | 932   | 162     | 20      | 95    | 1419  | 399   | 107   | 32       | 122      | 17       | 225   | 19   | 72    | 391   | 52       | .284  | .342     | .433     | .775  |

- 굵은 글씨는 시즌 최고 성적.
- 롯데(롯데 오리온스)는 1992년에 지바 롯데(지바 롯데 마린스)로 구단명을 변경.